# 山内邦臣
山内 邦臣（やまのうち くにおみ、1915年5月28日 - 1998年6月17日 ）は、英米文学者。京都大学名誉教授。旧姓は「姉嵜 邦臣(あねざき）」。主としてユージン・オニールを研究。

## 略歴
1915年、奈良県奈良市生まれ。旧制奈良師範附属小学校、旧制奈良中学校、旧制高岡中学校を経て、旧制富山高等学校を1935年に卒業。京都帝国大学文学部(英文学専攻)に進み、1938年に卒業した。その後は同大学大学院に進み、1943年まで在籍した。
その後は文学部副手となり、1939年までつとめた。1939年より旧制大谷女子専門学校講師、1940年旧制龍谷大学予科教授、1944年旧制京都府立女子専門学校教授（1946年まで）、旧制第三高等学校教授（1948年まで）。1946年に京都大学教養部助教授となり、1963年に教授昇進。1970年より奈良女子大学文学部教授を兼任(1979年まで)。1974年に京都大学を定年退官し、名誉教授となった。その後は奈良女子大学文学部長(1977年まで)として教鞭をとり続けた。1979年より南山大学文学部教授。1981年より龍谷大学文学部教授。1987年より英知大学文学部教授をつとめ、1998年に退職した。
生家は浄土真宗本願寺派の寺であり、自身も大田市浄土真宗本願寺派明恩寺第13世住職をつとめた。

### 仏教関連での略歴
- 1915年 - 奈良市正覚寺（浄土真宗本願寺派）で出生。
- 1937年 - 浄土真宗本願寺派得度
- 1938年 - 浄土真宗本願寺派教師
- 1944年 - 旧制第三高等学校仏教研究部長として東洋哲学など研究
- 1945年 - 島根県大田市明恩寺（浄土真宗本願寺派）住職（1998年まで）
- 1959年 - 浄土真宗本願寺派教学審議会委員委嘱（1959年まで）

## 学会における役職
- 日本アメリカ文学会会長（1973～1978）

## 受賞・栄典
- 1992年　勲二等瑞宝章受勲

## 家族・親族
- 義父：山内晋卿は仏教学者・浄土真宗本願寺派勧学 旧制第三高等学校教授。島根県大田市浄土真宗本願寺派明恩寺第12世住職。
- 大出俊 - 政治家
- 土井忠雄 - 京都女子大学名誉教授、元学監、浄土真宗本願寺派勧学
- 三谷好憲 - 元京都産業大学教授、宗教哲学者

## 著書
- 『詩魂と悲劇 - ユージン・オニール研究』（山口書店） 1964
- 『眞実一路の旅なれど』（京都修学社） 1999
- 『眞実鈴振り思い出す』（京都修学社） 1999

## 共著
- 『アメリカ文学』（尾形敏彦,永井衷共著、ミネルヴァ書房） 1973
- 『アメリカ文学 - 問題と追求』（編、井川眞砂,丸山美知代共著、山口書店） 1979
- 『現代英米文学セミナー双書 ユージン・オニール』（編著、山口書店） 1988
- 『詳解英文解釈法』（編著、数研出版、チャート式・シリーズ） 1994

## 訳書
- 『政治嫌ひの政治論』（ハーバート・リード、増野正衛共訳、創元社） 1953
のち改題『非政治的人間の政治論』（法政大学出版局） 1970
- 『ジョコンダの微笑 その他』（オルダス・ハクスリー、上田保, 三浦孝之助共訳、英宝社） 1957

## 追悼出版
- 「サピエンチア 山内教授追悼記念号」（天理時報社、英知大学） 2000：
- 『炎』（追悼集）（上林商店） 1984